# Бочиктоев, Дамбадугар Доржиевич
Дамбадуга́р Доржи́евич Бочикто́ев (26 августа 1947, у. Ульдурга, Еравнинский район, Бурятская АССР, РСФСР) ― российский бурятский артист, Заслуженный артист Бурятской АССР (1982), Народный артист Республики Бурятия (1994), Заслуженный артист Российской Федерации (1998), актёр Бурятского государственного академического театра драмы имени Хоца Намсараева (с 1975 года).

## Биография
Родился 26 августа 1947 года в улусе Ульдурга, Еравнинский район, Бурятская АССР, РСФСР.
Ещё во время учёбы в школе он любил петь на всех школьных утренниках и праздниках, стал запевалой и в годы службы в армии. В 1975 году окончил Дальневосточный государственный институт искусств. В том же году начал своё служение в Бурятском государственном академическом театре драмы имени Хоца Намсараева. Театровед А. Политов так написал о дебюте Бочиктоева в театре:

«Обладая прекрасными внешними данными, актёрским темпераментом, мягкой пластикой и прекрасным голосом, Бочиктоев Д. Д. сразу попадает в фокус зрительских симпатий. Первые его роли — Сандан Доржиевич в «Чужом горе» Д. Дылгырова, Дамдин в «Богатой долине» монгольского драматурга Ж. Лодоя, Тудэб в «Дочери степей» Б-М. Пурбуева отличались глубиной раскрытия образов героев, принесли заслуженный успех и благосклонность прессы. О молодом актёре заговорили, как о самобытном, умеющем в неповторимой, только ему присущей манере, передавать мысли и чувства своих героев"— 
В пьесе «Приказываю жить» Д. Дылгырова о партизанах Смоленщины Бочиктоев продемонстрировал возросшее актёрское мастерство, сыграв роль старого русского крестьянина, прячущего у себя раненых советских солдат, причём самому артисту тогда не было и тридцати лет.
Далее сыграл роли, которые также запомнились бурятским зрителям: Начальник в пьесе «Дальние и близкие родственники» Ч. Цыдендамбаева, Аргант в «Проделках Скапена» (Мольер), Абахай хан — «Нангин сэдьхэл» («Светлая душа») Ш-Н. Цыденжапова, Абарга Сэсэн Анахай — «Арадай баатар Гэсэр Хаан» Н. Дамдинова, начальник милиции майор Санданов в комедии Б.-М. Пурбуева «Почем воз дров?», Гефест в «Не бросай огонь, Прометей!» М. Карима, Кент в спектакле «Король Лир» (Шекспир), Лама в «Будамшу» Цырена Шагжина, чабан Дамба ― «Белое золото» Р. Бадмаева.
Бочиктоев в театре сыграл более ста ролей, как главных и центральных, так и эпизодических, в пьесах русских, советских и зарубежных драматургов.
Среди его работ последних лет наиболее значимы роли Бухэ-лама («Похищенное счастье» Д. Батожабай), Толдой («Болдой, сын Толдоя»), Дандар («Эрьехэ наран-1, 2, 3» Б-М. Пурбуев), Дамба («Япон Долгор» Б. Эрдынеев), Юндэн («По древнему обычаю» Б. Гаврилов).
Большое место в творчестве Дамбадугара Бочиктоева занимает певческое искусство. Во время учёбы в институте искусств, много времени уделял занятиям по вокалу и овладел профессиональными навыками певца. В театре, в гастрольных поездках по Бурятии и другим регионам, Калмыкии, Монголии, принимает активное участие в концертных программах, пропагандируя бурятские и монгольские народные песни. Издан диск с записями песен в его исполнении.
Бочиктоев снимался в фильме «И на Тихом океане...» (режиссёр Юрий Чулюкин) в роли японского офицера. В фильме японского режиссёра Акира Куросава «Дерсу Узала» сыграл роль Таза. В картине известного бурятского кинорежиссёра Бараса Халзанова «Нет чужой земли» снялся в роли священнослужителя.
Дамбадугар Бочиктоев в последние годы пользуется популярностью в роли Сагаан Yбгэн, бурятского Деда Мороза, который приходит на землю Бурятии в дни Сагаалгана — Нового года по лунному календарю. В составе бурятской делегации посетил резиденцию Деда Мороза в Великом Устюге.

## Театральные роли
- Мольер «Проделки Скапена» — Аргант
- М. Светлов «Двадцать лет спустя» — Семен, председатель ревкома
- В. Шукшин «Беседы при ясной луне» — Кирилл
- М. Карим «Не бросай огонь. Прометей» — Гефест
- Б. Эрдынеев «Бэшэгдээгүй шүлэг» — Даша
- В. Вишневский «Оптимистическая трагедия» — Рябой
- Ю. Бондарев «Берег» — Зыкин
- Д. Батожабай «Катастрофа» — Хунвейбин
- Б. Самбилов «Наян Наваа» — дед, дедушка Баатара
- М. Булгаков «Дон Кихот» — Тенорио Эрнандес, старик, монах
- Д. Бэрри «Августовские киты» — Джошуа
- И. Друце «Птицы нашей молодости» — Базар
- А. Камю «Недоразумение» — старый слуга
- К. Гоцци «Турандот» — Царь Тимур, Евнух
- Е. Шварц «Голый король» — Король-отец
- Г. Башкуев «Стреноженный век» — Бадма и Эбэл
- Цырен Шагжин «Будамшуу» — үбгэжөөл

## Фильмография
- 1990 «Нет чужой земли» (Свердловская киностудия) — священнослужитель
- 1975 «Дерсу Узала» (Мосфильм) — Таз
- 1973 «И на Тихом океане...» (Мосфильм) — японский офицер

## Награды и звания
- Медаль ордена «За заслуги перед Отечеством» II степени (5 декабря 2009 года) — за заслуги в развитии отечественной культуры и искусства, многолетнюю плодотворную деятельность[4].
- Заслуженный артист Российской Федерации (21 сентября 1998 года) — за заслуги в области искусства[5].
- Народный артист Республики Бурятия (1994).
- Заслуженный артист Бурятской АССР (1982).